# Wiener Zitherquartett
Das Wiener Zitherquartett, auch Wiener Zitherlehrerquartett, bemüht sich seit 1998 um die Wiederbelebung eines nahezu ausgestorbenen Musikinstruments, der Zither. Es gastiert weltweit.

## Mitglieder
Das Wiener Zitherquartett setzt sich derzeit wie folgt zusammen:
- Hannelore Laister und ihre beiden Töchter:
- Barbara Laister-Ebner und
- Monika Kutter geb. Laister sowie
- Stephan Hörandner

Das Ensemble spielt in zahlreichen Kirchen und Konzertsälen Deutschlands und Österreichs, gastierte aber auch im Iran, in Italien, Frankreich und Ungarn. Ensemblemitglied Barbara Laister-Ebner wurde von den Wiener Philharmonikern eingeladen, beim Neujahrskonzert 2018 mitzuwirken.

## Repertoire
Das Wiener Zitherquartett verfügt über ein breitgefächertes Repertoire, welches von Barock und Klassik über das klassische Wienerlied und die Wiener Walzertraditon bis zu Blues, Pop und Weltmusik reicht. Zu den Gegenwartskomponisten, deren Werke das Ensemble interpretiert, zählt auch Robbie Williams. Zum Standardrepertoire des Ensembles zählen folgende Musikstücke:
- Evaristo Dall’Abaco: Sonata op. 1/4 (18. Jh.)
- Georg Philipp Telemann: Mesto (18. Jh.)
- Johann Sebastian Bach: Allegro moderato und Doppelkonzert (18. Jh.)
- Johann und Josef Strauss: Pizzicato-Polka (1870)
- Anton Karas: Harry-Lime-Thema (1948)
- Astor Piazzolla: Invierno Porteño (1952)

Weitere zentrale Werke des Repertoires sind traditionelle Stücke der Wiener Volksmusik, wie:
- Altwiener Hopsertänze
- Sieveringer Erinnerungen
- Brüderlein fein
- Unterm Vogelbeerbaum
- Altlerchenfelder Tänze

## Aufnahmen
- 1992: Entwicklung der Zithermusik in Wien[3][4]
- 1993: Kleine Kostbarkeiten, AGS records, Wien[5]
- 2003: Allegro moderato
- 2003: Friedlicher Abend
- 2003: Dimensionen

## Weiteres
Hannelore Laister gründete auch das Wiener Zitherensemble, welches derzeit unter Leitung ihrer Tochter Monika Kutter steht. Dieses Ensemble vereint professionelle Zitherspieler mit begabten Amateuren.